# Hylochares
Hylochares är ett släkte av skalbaggar som beskrevs av Pierre André Latreille 1834. Hylochares ingår i familjen halvknäppare.
Släktet innehåller bara arten Hylochares cruentatus.